# Grunewald (Hämmern)
Grunewald ist eine Ortschaft im Ortsteil Hämmern der Stadt Wipperfürth im Oberbergischen Kreis im Regierungsbezirk Köln in Nordrhein-Westfalen (Deutschland). Neben diesem Grunewald gibt es in Wipperfürth auch noch die gleichnamigen Ortschaften Grunewald im Ortsteil Agathaberg und Grunewald im Ortsteil Wipperfeld.

## Lage und Beschreibung
Die Ortschaft liegt im Westen der Stadt Wipperfürth an der Grenze zu Hückeswagen im Tal des Flusses Wupper. Die zwischen Hückeswagen und Wipperfürth verlaufende Bundesstraße 237 (B 237) durchquert die Ortschaft. Nachbarortschaften sind Jostberg, Hämmern und der zu Hückeswagen gehörende Ortsteil Mühlenberg.
Politisch wird Grunewald durch den Direktkandidaten des Wahlbezirks 17.1 (171) Hämmern im Rat der Stadt Wipperfürth vertreten.

## Geschichte
Ab der amtlichen topografischen Karte (Preußische Neuaufnahme) von 1894 bis 1896 ist Grunewald verzeichnet.

## Busverbindungen
Über die im Ort gelegene Haltestelle der Linie 336 (VRS/OVAG) ist Grunewald an den öffentlichen Personennahverkehr angebunden.